# Sagaminopteron
Sagaminopteron is een geslacht van weekdieren uit de klasse van de Gastropoda (slakken).

## Soorten
- Sagaminopteron bilealbum Carlson & Hoff, 1973
- Sagaminopteron nigropunctatum Carlson & Hoff, 1973
- Sagaminopteron ornatum Tokioka & Baba, 1964
- Sagaminopteron psychedelicum Carlson & Hoff, 1974